# 日田どん鍋
日田どん鍋（ひたどんなべ）は、大分県日田市のご当地グルメである。

## 概要
旅行専門雑誌『じゃらん九州』（リクルート発行）と西日本新聞社、九州各地の自治体が2008年8月22日に立ち上げた観光資源開発事業である「きゅうしゅう旅づくり塾」において第1弾の地域として日田市が選ばれ、日田市の飲食店、旅館経営者30人ほどで研究集会（ワークショップ）が開かれた。2008年10月2日に開かれた第3回ワークショップにおいて、「日田どん鍋」という名称で企画が成立した。初年度は2008年12月に日田市内の参加する各旅館、飲食店で提供が開始され、2009年3月22日までの冬季限定で提供された。2年目は2009年12月1日から2010年3月31日まで日田市内の17軒の旅館・ホテル・飲食店で提供される。
鍋の名前は、平安時代に豊後国日田郡を治めた大蔵氏 (豊後国)（日田氏）初代大蔵永季（おおくらながすえ）の愛称である、「日田どん（日田殿）」からつけられている。
具材には日田産の野菜をメインに大分県産の食材が用いられている。

## 日田どん鍋十カ条
日田市観光協会と宿泊施設、飲食店による協議により、十カ条が設けられている。
1. 鍋には、オリジナルのネーミングをつけるべし
2. スープには日田産のものを必ず一つ以上使うべし
3. 野菜は、種類豊富な「日田産野菜」を使うべし
4. メイン（肉や魚など）は、大分県産を使うべし
5. 豆腐・こんにゃく他を使う場合は、日田産を使うべし
6. 薬味・旨味ダレは、種類豊富な日田産を使うべし
7. 麺または米、餅等をサイドメニューとして楽しむべし
8. 食器には一つは小鹿田焼を使うべし
9. 箸は日田製造の「竹箸」をつかうべし
10. 共通ののぼりとパンフレット各店毎お品書きを作成すべし